# Groningen Giants 2019
Questa voce raccoglie le informazioni riguardanti i Groningen Giants nelle competizioni ufficiali della stagione 2019.

## Eredivisie 2019

### Stagione regolare
| Groninga 16 febbraio 2019, ore 14:00 | Groningen Giants | 14 – 12 (0-0 14-0 0-6 0-6) referto | Flevo Phantoms | Sportpark Corpus den Hoorn |

| Groninga 3 marzo 2019, ore 14:00 | Groningen Giants | 22 – 6 referto | Lightning Leiden | Sportpark Corpus den Hoorn |

| Groninga 17 marzo 2019, ore 14:00 | Groningen Giants | 44 – 13 referto | Utrecht Dominators | Sportpark Corpus den Hoorn |

| Groninga 31 marzo 2019, ore 14:00 | Groningen Giants | 6 – 33 referto | Lelystad Commanders | Sportpark Corpus den Hoorn |

| Lelystad 14 aprile 2019, ore 14:00 | Lelystad Commanders | 36 – 14 referto | Groningen Giants | Sportvereniging Batavia 90 |

| Groninga 4 maggio 2019, ore 19:00 | Groningen Giants | 16 – 17 referto | Hilversum Hurricanes | Sportpark Corpus den Hoorn |

| Arnhem 19 maggio 2019, ore 14:00 | Arnhem Falcons | 7 – 3 referto | Groningen Giants | Sportpark de Marken |

| Amsterdam 25 maggio 2019, ore 19:00 | Amsterdam Crusaders | 42 – 0 referto | Groningen Giants | Sportpark Sloten |

| Leida 2 giugno 2019, ore 14:00 | Lightning Leiden | 27 – 6 referto | Groningen Giants | Lightning Field |

| Utrecht 16 giugno 2019, ore 14:00 | Utrecht Dominators | 12 – 21 referto | Groningen Giants | Sportpark Overdreecht Noord |

## Statistiche di squadra
| Competizione      | %Vittorie | In casa | In casa | In casa | In casa | In casa | In casa | In trasferta | In trasferta | In trasferta | In trasferta | In trasferta | In trasferta | Totale | Totale | Totale | Totale | Totale | Totale |
| Competizione      | %Vittorie | G       | V       | N       | P       | Pf      | Ps      | G            | V            | N            | P            | Pf           | Ps           | G      | V      | N      | P      | Pf     | Ps     |
| ----------------- | --------- | ------- | ------- | ------- | ------- | ------- | ------- | ------------ | ------------ | ------------ | ------------ | ------------ | ------------ | ------ | ------ | ------ | ------ | ------ | ------ |
| Stagione regolare | .400      | 5       | 3       | 0       | 2       | 102     | 81      | 5            | 1            | 0            | 4            | 44           | 124          | 10     | 4      | 0      | 6      | 146    | 205    |
| Totale            | .400      | 5       | 3       | 0       | 2       | 102     | 81      | 5            | 1            | 0            | 4            | 44           | 124          | 10     | 4      | 0      | 6      | 146    | 205    |